# Стефан Ильев
Стефан Лазаров Ильев (среща се и като Ильов) е български офицер (генерал-майор), началник на Щаба на армията в периода 18 февруари 1900 – 1904 г.

## Биография
Стефан Ильев е роден през 1859 година в Калофер. През 1874 година завършва класното училище в родния си град. Взема участие в Освобождението на България, след което през юли 1878 година постъпва в Командата на волноопределяющите се в Пловдив, след което постъпва в новооткритото Военно училище в София. Завършва с първия випуск през 1879 г., на 10 май е произведен в чин прапоршчик, през ноември в чин подпоручик и зачислен във 2-ра дружина на Източнорумелийската милиция. На 9 юли 1881 година е произведен в чин поручик. Малско след Съединението на България, на 9 септември е произведен в чин капитан.

### Сръбско-българска война (1885)
През Сръбско-българската война (1885), капитан Ильев е офицер за поръчки от щаба на армията и помощник началник-щаб на Северния отряд. Взема участие в отбраната на Видинската крепост и съдейства на коменданта на крепостта майор Атанас Узунов. За проявената храброст е награден с орден „За храброст“ IV степен.
През 1887 година участва в бунта на офицерите русофили за което е арестуван и осъден, след което амнистиран, а на 13 август същата година произведен в чин майор. През 1888 година майор Ильев е началник на отделение в щаба на армията, по-късно същата година е изпратен да следва в Николаевската генералщабна академия в Санкт Петербург, Русия, която завършва през 1891 година. След завръщането си е назначен за командир на 22-ри пехотен тракийски полк.
През 1892 година е произведен в чин подполковник и назначен за началник-щаб на 4-та пехотна преславска дивизия, където служи до 1894 година. През 1896 година е произведен в чин полковник, през 1897 година е преподавател във Военното училище в София, а през 1898 – помощник началник-щаб на армията. Същата година председателствува „Комисията за преработка на Устава за полска служба в българската войска“. През 1899 година е началник на Оперативния отдел в Щаба на армията.
На 18 февруари 1900 г. полковник Стефан Ильев е назначен за началник-щаб на Българската армия, на който пост служи до 1904 година. На 15 ноември 1900 г. произведен в чин генерал-майор, а на 4 юни 1903 година, докато все още е началник-щаб на армията е назначен и за началник на Военното училище в София. Остава на поста до 9 януари 1904 г.

### Балканска война (1912 – 1913)
През Балканската война (1912 – 1913) Стефан Ильев е генерал за поръчки към главното командване, след което началник на 2-ра тракийска дивизионна област.
При една от обиколките си из родопските села генерал-майор Стефан Ильев се разболява от тиф и умира на 24 януари 1913 г. в Пловдив.

## Военни звания
- Прапоршчик (10 май 1879)
- Подпоручик (1 ноември 1879, преименуван)
- Поручик (9 юли 1881)
- Капитан (9 септември 1885)
- Майор (13 август 1887)
- Подполковник (1892)
- Полковник (1896)
- Генерал-майор (15 ноември 1900)

## Награди
- Военен орден „За храброст“ IV степен, 2-ри клас
- Княжеский орден „Св. Александър“ III степен без мечове; IV степен и V степен с мечове по средата